# Himbeerrot
Himbeerrot bezeichnet einen roten Farbton.
In der DDR wurde in Anlehnung an das Russische im offiziellen Sprachgebrauch auch Malino-Rot oder nur Malino dazu gesagt (von малина malina, russisch für Himbeere).